# 福井医疗大学
福井医疗大学（日语：／ Fukui Iryō Daigaku *），是一所位于日本福井县福井市的私立大學。

## 概要

### 简介
- 学校最早可以追溯到1971年[1]。短期大学成立于2005年12月、招生开办于2006年4月[1]、由学校法人新田冢学园经营。

### 历史
- 2006年 福井医疗短期大学成立并同时设置护理学科和复健医学科[注 1]（物理治疗学专攻[注 2]·职能治疗学专攻[注 3]·语言听觉学专攻[注 4]）。

### 宪章
- 请参看福井医疗短期大学的标志 （页面存档备份，存于） （日語） 2013年11月21日阅览。

## 学校环境
- 校区：在福井县福井市

## 历任校长
- 古林秀则：现在短期大学校长[2]

## 组织

### 学科
- 护理学科
- 复健医学科[注 1]
  - 物理治疗学专攻[注 2]
  - 职能治疗学专攻[注 3]
  - 语言听觉学专攻[注 4]

### 专科
- 没有

### 业余课程
- 没有

### 附属机关
- 图书馆[3]

## 相关链接
- 日本短期大学列表